# مائوریتزیو لومباردی
مائوریتزیو لومباردی (انگلیسی: Maurizio Lombardi؛ زادهٔ ۱۷ نوامبر ۱۹۷۳) بازیگر اهل ایتالیا است.
از فیلم‌ها یا برنامه‌های تلویزیونی که وی در آن نقش داشته است می‌توان به سیتادل: دیانا، مادربزرگ رو بذار توی فریزر، پاپ جدید، و ببرها اشاره کرد.